# آستینویل (ویرجینیا)
آستینویل (به انگلیسی: Austinville) یک منطقهٔ مسکونی در ایالات متحده آمریکا است که در ویرجینیا واقع شده‌است. آستینویل ۶۵۰ متر بالاتر از سطح دریا واقع شده‌است.